# شهرداری آلسونگا
شهرداری آلسونگا (به لاتین: Alsunga Municipality) یک شهرداری در کشور لتونی است.

## خصوصیات
شهرداری آلسونگا ۱٬۶۲۰ نفر جمعیت دارد.